# Allium eriocoleum
Allium eriocoleum — вид рослин з родини амарилісових (Amaryllidaceae); поширений в Узбекистані й Киргизстані.

## Поширення
Поширений в Узбекистані й Киргизстані.